# 작은곰자리 8
작은곰자리 8(8 UMi, 8 Ursae Minoris) 또는 백두(Baekdu)는 작은곰자리 방향으로 520 광년 거리에 있는 K0III형 거성이다. 질량은 태양의 1.8 배에 불과하지만, 지름은 태양의 10 배에 달한다.

## 특징
작은곰자리 8은 황색거성으로 겉보기등급은 6.83이다. 질량은 태양의 1.44 배, 반지름은 태양의 10 배 정도, 표면온도는 4847 켈빈, 광도는 태양의 56 배이며 별의 나이는 대략 17억 년으로 추정된다. 이 별은 거성 중에서 비교적 희귀한, 리튬의 함량이 높은 항성이다.

## 행성계
작은곰자리 8 주변을 돌고 있는 외계행성 작은곰자리 8 b (UMi b, HD 133086 b)는 2015년 대한민국 천문학자들이 보현산천문대에서 시선속도법을 이용하여 발견하였다. 질량이 목성의 1.5 배로 계산되며, 가스 행성으로 추정된다. 공전궤도의 긴반지름이 0.49 AU에 불과하기 때문에 뜨거운 목성일 가능성이 높다.
| 동반 천체 (가까운 천체순) | 질량 (MJ) | 공전주기 (일) | 공전궤도 반지름 (AU) | 이심률      |
| ------------------------- | --------- | ------------- | -------------------- | ----------- |
| b (한라)                  | 1.5 ± 0.2 | 93.4 ± 4.5    | 0.49 ± 0.03          | 0.06 ± 0.18 |

## 이름 공모
국제천문연맹 창립 100 주년을 기념하여, 전세계적으로 외계행성 이름 공모 행사가 열렸다. 대한민국에서는 한국천문연구원이 주관하여 8 UMi, 8 UMi b를 대상으로 진행하였다. 국제천문연맹은 한국천문연구원에서 제출한 백두를 작은곰자리 8에, '한라'를 작은곰자리 8 b에 부여하였다.